# Petsamo (Tampere)
Pour les articles homonymes, voir Petsamo (homonymie).
Petsamo est le quartier numero 21 (finnois : Kaupunginosa XXI) de Tampere en Finlande.

## Description
Les quartiers voisins de Petsamo sont Kauppi, Kaleva, Liisankallio, Tammela, Osmonmäki, Lappi et Lapinniemi.
Petsamo abrite les jardins familiaux de Litukka (fi), l'ancienne zone hospitalière de Kauppi (fi), l'observatoire de Kauppi (fi), le  château d'eau de Kauppi (fi) et l'ancien château d'eau de Kauppi (fi).

## Galerie

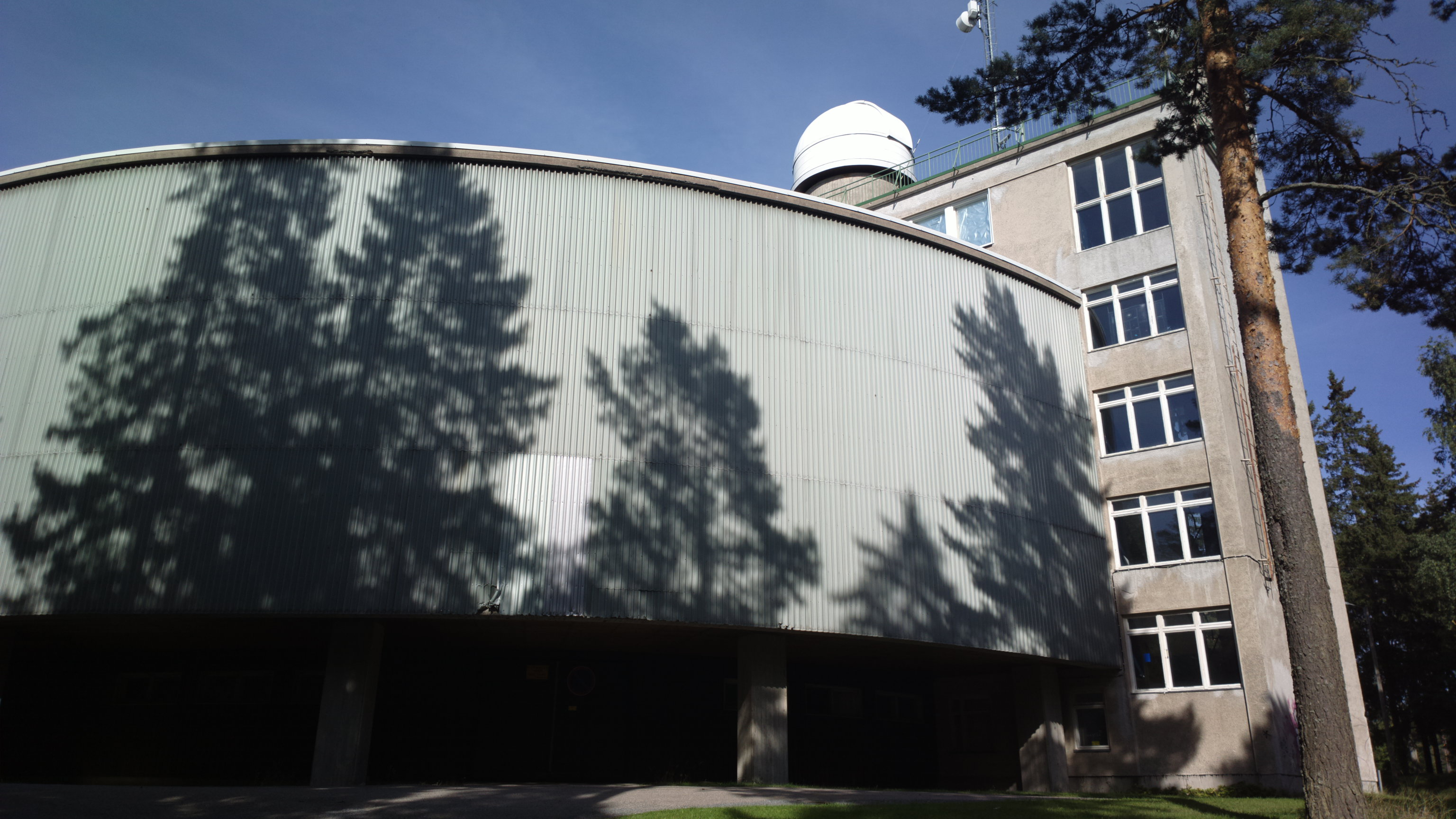
Nouveau château d'eau.
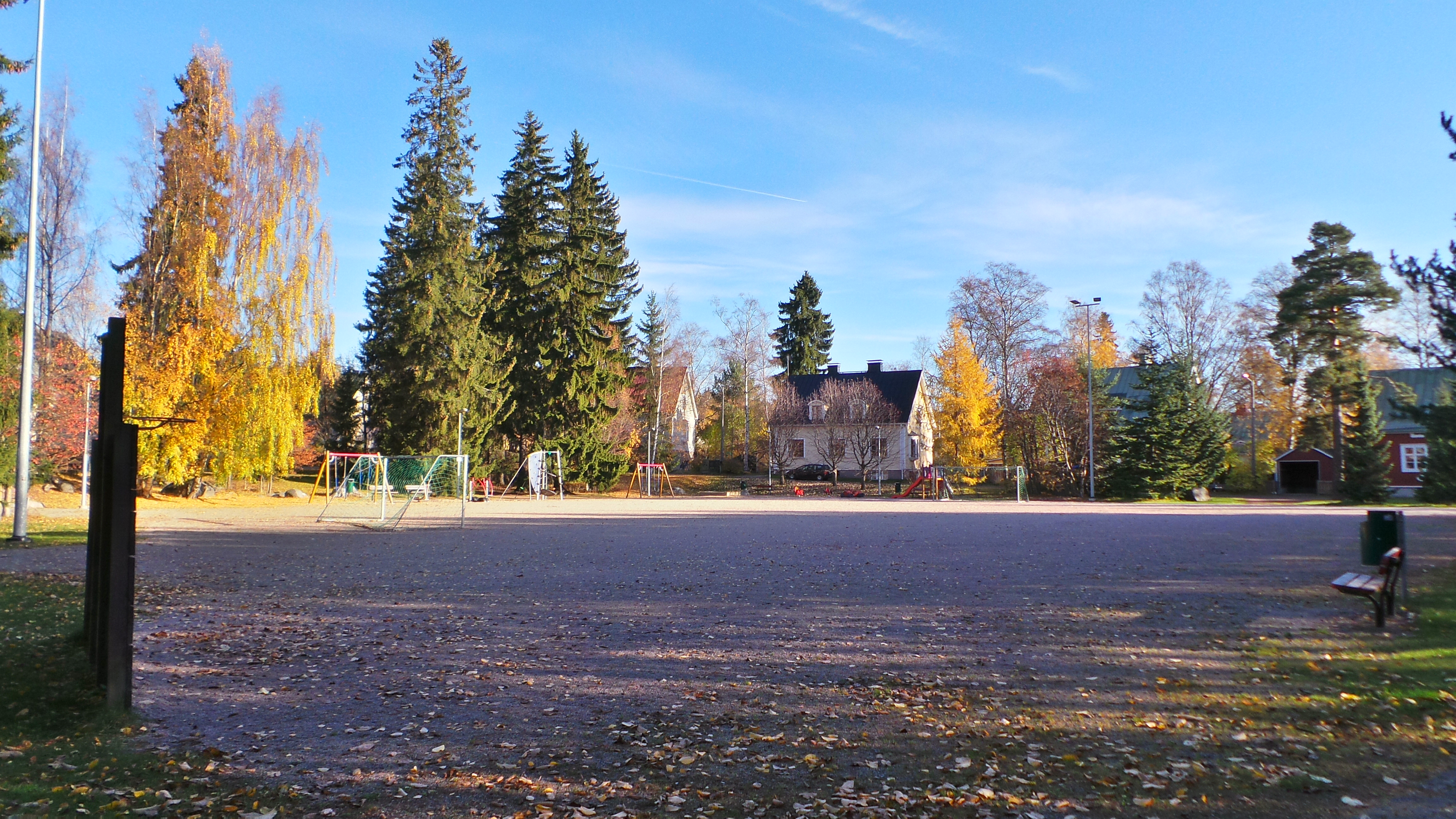
Parc Petsamonpuisto.
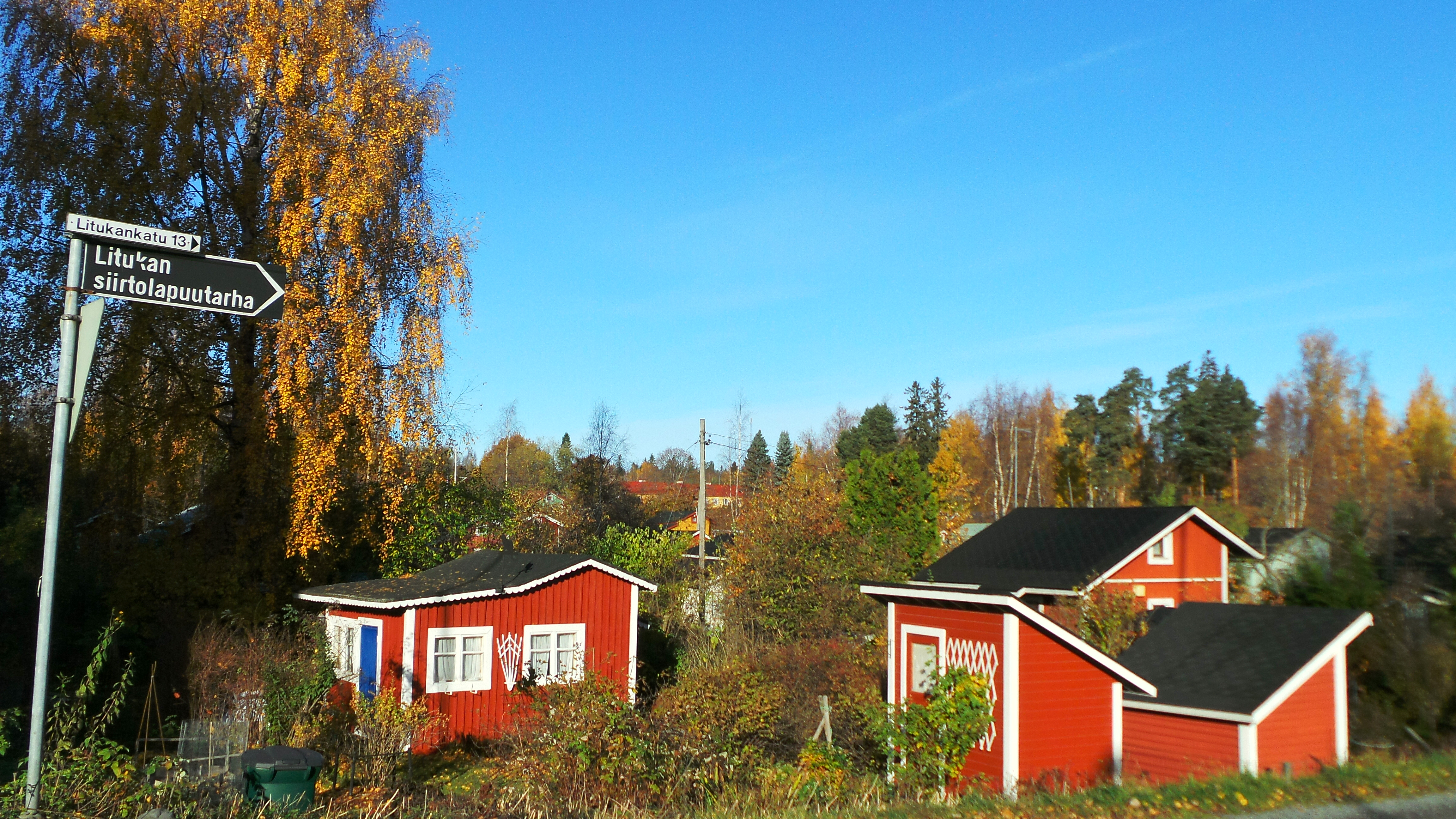
Jardins familiaux.
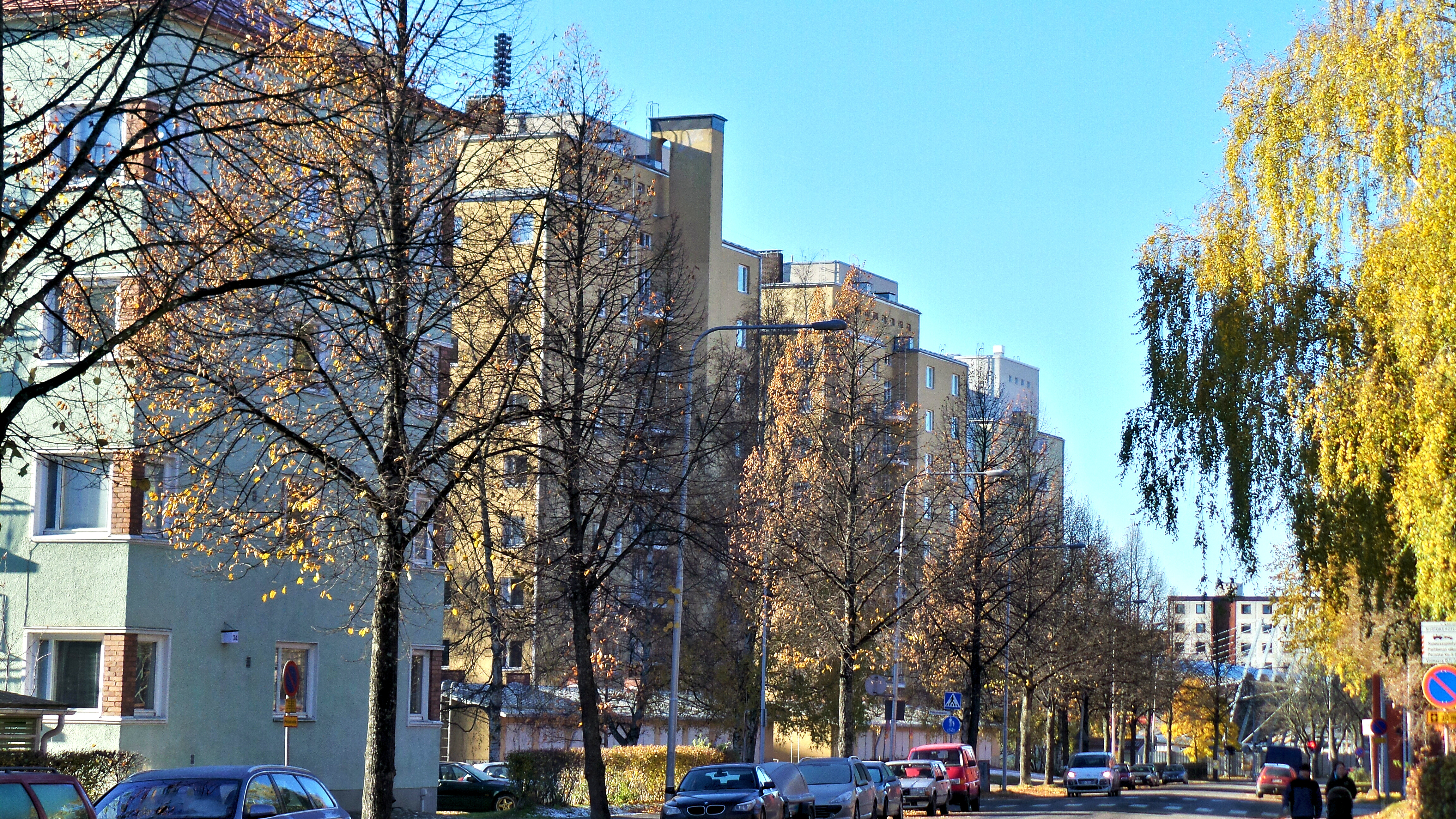
Immeubles résidentiels d’Ilmarinkatu.
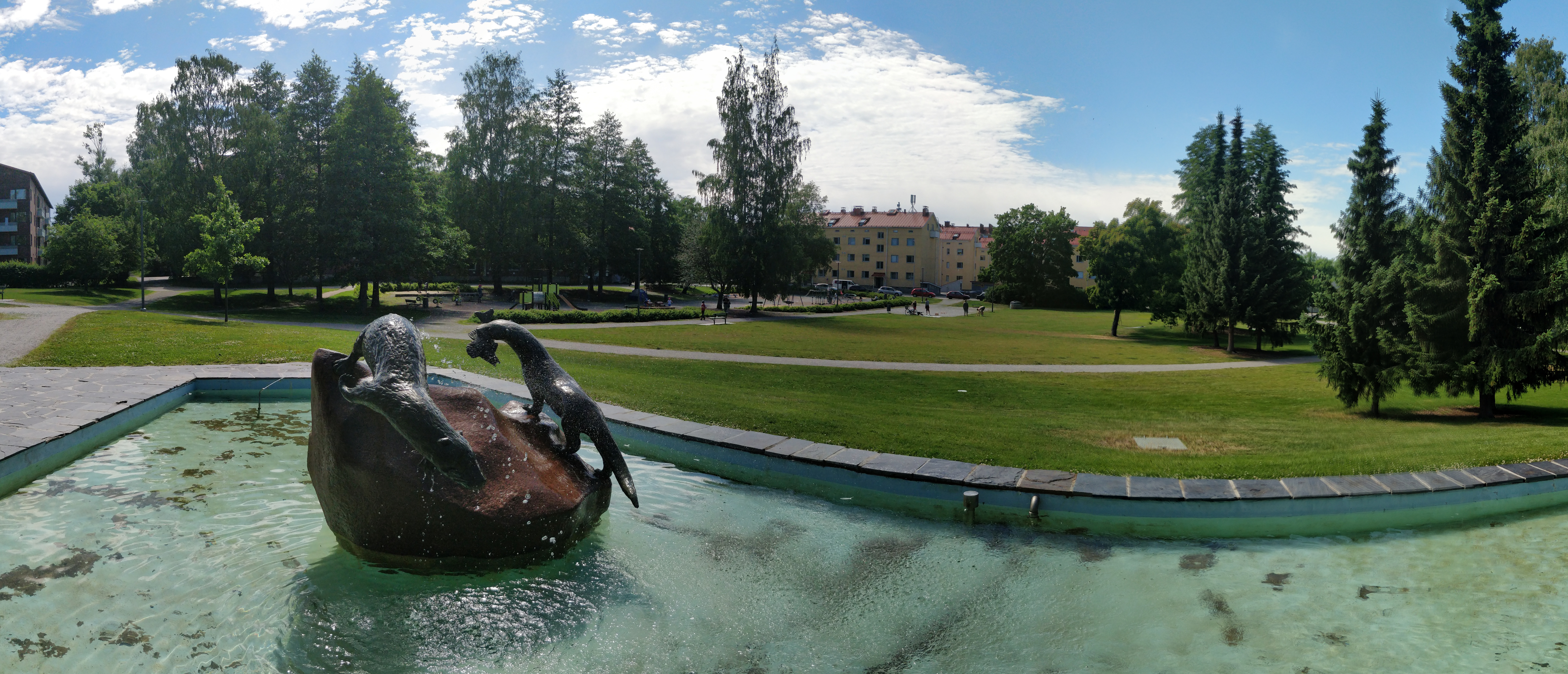
Parc Saukonpuisto.
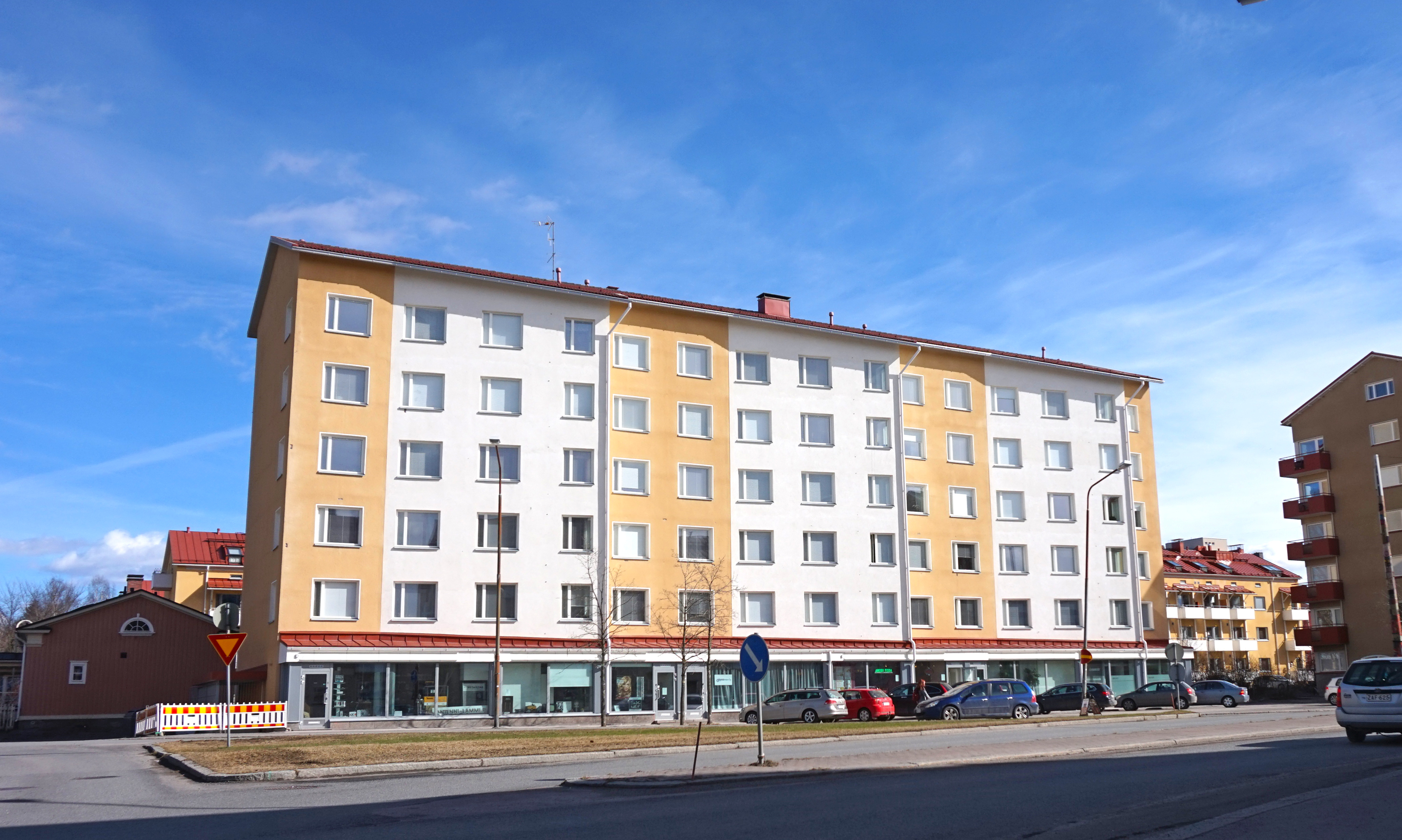
Kalevan puistotie 11.